# Championnat de France masculin de water-polo 2021-2022
Navigation
Édition précédente Édition suivante
Le Championnat de France de water-polo Elite 2021-2022 est une compétition organisée par la Fédération française de natation (123e édition du championnat de France de water-polo).
Dix équipes s'opposent en une série de 20 journées de 5 rencontres pour le compte de la phase régulière, les six premiers joueront les play offs.

## Équipes participantes
| Club                    | Classement final 2020-2021 | Entraîneurs             | Président             | Piscine                       | Taille bassin | Ville                | Capacité (spectateurs) |
| ----------------------- | -------------------------- | ----------------------- | --------------------- | ----------------------------- | ------------- | -------------------- | ---------------------- |
| Pays d'Aix Natation     | 0                          | Alexandre Donsimoni     | Jean-Luc Armingol     | Piscine Yves Blanc            | 50 m          | Aix en Provence      | 01200                  |
| F.N.C. Douai            | 0                          | Yann Clay               | Alain Canonne         | Piscine de l'Orient           |               | Tournai              |                        |
| C.N. Marseille          | 0                          | Marc Amardeilh          | Paul Leccia           | Bassin Pierre Garsau          | 50 m          | Marseille            | 1 200                  |
| Montpellier WP.         | 0                          | Fabien Vasseur          | Christophe Spilliaert | Piscine olympique d'Antigone  | 50 m          | Montpellier          | 2 000                  |
| O. Nice Natation        | 0                          | Samuel Nardon           | Jean Monnot           | Piscine Jean-Bouin            | 50 m          | Nice                 |                        |
| C.N. Noisy-le-Sec       | 0                          | Milo Zmukic             | Julie Eissen          | Stade nautique Maurice Thorez | 50 m          | Montreuil            | 1 000                  |
| Stade de Reims Natation | 0                          | Franck Missy            | -                     | Complexe aquatique de Reims   | 50 m          | Châlons-en-Champagne |                        |
| Sète Natation E.D.D.    | 0                          | Olivier Chandieu[Qui ?] | Jacky Vayeur          | Piscine olympique d'Antigone  | 50 m          | Montpellier          | 2 000                  |
| Team Strasbourg         | 0                          | Igor Racunica           | Roland Schmitt        | Piscine de la Kibitzenau      | 50 m          | Strasbourg           |                        |
| E.N. Lille Métropole    | 0                          | Jonathan Ghesquiere     | Serge Criquet         | Tourcoing les Bains           |               | Tourcoing            |                        |

## Saison régulière
Le classement est calculé avec le barème de points suivant :
- la victoire vaut trois points,
- le match nul vaut un point,
- la défaite vaut zéro point.

À la mi-saison, les huit équipes les mieux classées se qualifient pour le Trophée Pierre Garsau (Coupe de France masculine de water-polo. Le club hôte de la compétition est qualifié automatiquement.
Au terme de la phase régulière, les équipes à égalité sont départagées d'après le score cumulé de leurs deux matches. Si nécessaire, les scores cumulés puis le nombre de buts inscrits face à chacune des autres équipes, selon leur classement, seront utilisés, voire une séance de tirs au but dans les cas ultimes.
| Rang | Équipe                                 | Pts | J  | G  | N | P  | Bp  | Bc  | Diff |
| ---- | -------------------------------------- | --- | -- | -- | - | -- | --- | --- | ---- |
| 1    | Cercle des nageurs de Marseille CF     | 54  | 18 | 18 | 0 | 0  | 267 | 142 | +125 |
| 2    | Société de natation de Strasbourg      | 43  | 18 | 15 | 1 | 2  | 204 | 174 | +30  |
| 3    | Cercle 93 VC                           | 35  | 18 | 11 | 2 | 5  | 244 | 207 | +37  |
| 4    | Enfants de Neptune de Tourcoing        | 34  | 18 | 11 | 1 | 6  | 233 | 208 | +25  |
| 5    | Pays d'Aix Natation                    | 26  | 18 | 8  | 2 | 8  | 208 | 196 | +12  |
| 6    | Montpellier Water-Polo                 | 23  | 18 | 7  | 2 | 9  | 185 | 198 | -13  |
| 7    | Francs Nageurs Cheminots de Douai      | 21  | 18 | 7  | 0 | 11 | 156 | 164 | -8   |
| 8    | Olympic Nice Natation                  | 13  | 18 | 4  | 1 | 13 | 158 | 213 | -55  |
| 9    | Sète Natation Entente Dauphins-Dockers | 9   | 18 | 3  | 0 | 15 | 186 | 252 | -66  |
| 10   | Stade de Reims Natation                | 7   | 18 | 2  | 1 | 15 | 147 | 234 | -87  |

 : tenant du titre 2021 ; VC : Vice-champion 2021 ; CF : Vainqueur du Trophée Pierre Garsau (Coupe de France masculine de water-polo 2022
Légende
- Place de qualification pour les demi-finales de play-offs.
- Place de qualification pour les quarts de finale de play-offs.
- Qualification en playdowns

## Résultats
| Résultats (dom.\ext.)                                      | PAN   | FNCD  | CNM   | MWP   | ONN   | CNN   | SRN   | SNEDD | TS    | ENT   |
| Pays d'Aix Natation                                        | X-X   | 3-9   | 8-11  | 14-7  | 10-10 | 14-16 | 19-12 | 15-10 | 11-12 | 10-8  |
| Francs Nageurs Cheminots de Douai                          | 9-6   | X-X   | 7-9   | 6-10  | 14-7  | 14-10 | 15-7  | 12-8  | 1-7   | 5-6   |
| Cercle des nageurs de Marseille                            | 16-9  | 13-8  | X-X   | 11-5  | 13-7  | 20-5  | 19-8  | 20-9  | 11-5  | 14-9  |
| Montpellier Water-Polo                                     | 8-13  | 12-6  | 9-14  | X-X   | 13-10 | 9-12  | 11-5  | 10-9  | 11-13 | 11-15 |
| Olympic Nice Natation                                      | 6-9   | 10-6  | 3-18  | 11-11 | X-X   | 9-16  | 7-4   | 7-8   | 10-15 | 9-13  |
| Cercle des nageurs noiséens                                | 13-13 | 11-10 | 10-15 | 13-14 | 15-9  | X-X   | 16-7  | 19-12 | 13-14 | 18-9  |
| Stade de Reims Natation                                    | 7-12  | 8-7   | 6-12  | 10-9  | 8-10  | 10-19 | X-X   | 10-14 | 7-7   | 9-13  |
| Sète Natation Entente Dauphins-Dockers                     | 12-17 | 11-12 | 11-18 | 9-13  | 9-13  | 10-17 | 10-9  | X-X   | 10-11 | 9-13  |
| Société de natation de Strasbourg                          | 12-9  | 14-9  | 11-15 | 12-11 | 11-10 | 5-8   | 14-7  | 18-12 | X-X   | 12-9  |
| Enfants de Neptune de Tourcoing                            | 18-16 | 11-7  | 12-18 | 19-8  | 16-13 | 13-13 | 20-13 | 18-13 | 10-11 | X-X   |
| - Victoire à domicile - Match nul - Victoire à l'extérieur |       |       |       |       |       |       |       |       |       |       |

## Playoffs
La phase finale se déroule en match aller retour.
En quart de finale, le troisième affronte le sixième tandis que le quatrième affronte le cinquième. En demi-finales, le vainqueur de la phase régulière affronte le vainqueur du quart de finale entre le quatrième et le cinquième tandis que le deuxième affronte le vainqueur de l'autre quart de finale. Le match aller se joue chez l’équipe la moins bien classée lors de la saison régulière, le match retour chez l’équipe la mieux classée.
Finale, match pour la troisième place et match pour la cinquième place se déroulent de la même manière : l'équipe issue de la première demi-finale (le 1er ou le 4e de la saison régulière) reçoit pour le match aller et se déplace au retour.

### Quart de finale

#### Matchs aller
| 16 avril 2022 | Montpellier Water-Polo | 11 - 10              | Cercle 93 |                                                    |                                                    |
| 20h30         |                        | (3-3, 3-2, 2-2, 3-3) |           | Arbitrage : Aurely BLANCHARD et Sébastien DERVIEUX | Arbitrage : Aurely BLANCHARD et Sébastien DERVIEUX |

| 16 avril 2022 | Pays d'Aix Natation | 13 - 12              | Enfants de Neptune de Tourcoing |                                           |                                           |
| 19h00         |                     | (5-4, 4-2, 1-3, 3-3) |                                 | Arbitrage : Julien BOURGES et Guy BESSEUX | Arbitrage : Julien BOURGES et Guy BESSEUX |

#### Matchs retour
| 20 avril 2022 | Cercle 93 | 14 - 9               | Montpellier Water-Polo |                                               |                                               |
| 20h00         |           | (5-2, 2-3, 3-2, 4-2) |                        | Arbitrage : Ghislain DEHON et Grégory COURBIN | Arbitrage : Ghislain DEHON et Grégory COURBIN |

| 20 avril 2022 | Enfants de Neptune de Tourcoing | 17 - 15              | Pays d'Aix Natation |                                           |                                           |
| 20h45         |                                 | (5-4, 3-2, 3-3, 6-6) |                     | Arbitrage : Pascal BOUCHEZ et Alban DAVID | Arbitrage : Pascal BOUCHEZ et Alban DAVID |

### Tour final
|  | Demi-finales                      | Demi-finales                      | Demi-finales     | Demi-finales     |                                 |                                 | Finale            | Finale            | Finale            | Finale            |
|  |                                   |                                   |                  |                  |                                 |                                 |                   |                   |                   |                   |
|  | 7 et 11 mai 2022                  | 7 et 11 mai 2022                  | 7 et 11 mai 2022 | 7 et 11 mai 2022 |                                 |                                 | 18 et 21 mai 2022 | 18 et 21 mai 2022 | 18 et 21 mai 2022 | 18 et 21 mai 2022 |
|  | Cercle des nageurs de Marseille   | Cercle des nageurs de Marseille   | 17               | 19*              |                                 |                                 | 18 et 21 mai 2022 | 18 et 21 mai 2022 | 18 et 21 mai 2022 | 18 et 21 mai 2022 |
|  | Cercle des nageurs de Marseille   | Cercle des nageurs de Marseille   | 17               | 19*              |                                 |                                 | 18 et 21 mai 2022 | 18 et 21 mai 2022 | 18 et 21 mai 2022 | 18 et 21 mai 2022 |
|  | Enfants de Neptune de Tourcoing   | Enfants de Neptune de Tourcoing   | 10*              | 12               |                                 |                                 | 18 et 21 mai 2022 | 18 et 21 mai 2022 | 18 et 21 mai 2022 | 18 et 21 mai 2022 |
|  | Enfants de Neptune de Tourcoing   | Enfants de Neptune de Tourcoing   | 10*              | 12               | Cercle des nageurs de Marseille | Cercle des nageurs de Marseille | 17                | 13*               |                   |                   |
|  | 7 et 11 mai 2022                  |                                   |                  |                  | Cercle des nageurs de Marseille | Cercle des nageurs de Marseille | 17                | 13*               |                   |                   |
|  |                                   |                                   | Cercle 93        | Cercle 93        | 13*                             | 7                               |                   |                   |                   |                   |
|  | Société de natation de Strasbourg | Société de natation de Strasbourg | Cercle 93        | Cercle 93        | 13*                             | 7                               | 7                 | 9*                |                   |                   |
|  | Société de natation de Strasbourg | Société de natation de Strasbourg |                  |                  |                                 |                                 |                   | 9*                |                   |                   |
|  | Cercle 93                         | Cercle 93                         | 11*              | 8                |                                 |                                 |                   |                   |                   |                   |
|  | Cercle 93                         | Cercle 93                         | 11*              | 8                | Match pour la troisième place   |                                 |                   |                   |                   |                   |
|  |                                   |                                   |                  |                  |                                 |                                 |                   |                   |                   |                   |
|  | 16 et 21 mai 2022                 |                                   |                  |                  |                                 |                                 |                   |                   |                   |                   |
|  | Enfants de Neptune de Tourcoing   | Enfants de Neptune de Tourcoing   | 13*              | 13               |                                 |                                 |                   |                   |                   |                   |
|  | Enfants de Neptune de Tourcoing   | Enfants de Neptune de Tourcoing   | 13*              | 13               |                                 |                                 |                   |                   |                   |                   |
|  | Société de natation de Strasbourg | Société de natation de Strasbourg | 8                | 16*              |                                 |                                 |                   |                   |                   |                   |
|  | Société de natation de Strasbourg | Société de natation de Strasbourg | 8                | 16*              |                                 |                                 |                   |                   |                   |                   |

#### Demi-finales
Matchs aller
| 7 mai 2022 | Enfants de Neptune de Tourcoing | 10 - 17              | Cercle des nageurs de Marseille |                                               |                                               |
| 20h00      |                                 | (4-4, 1-5, 2-3, 3-5) |                                 | Arbitrage : COURBIN Gregory et DEHON Ghislain | Arbitrage : COURBIN Gregory et DEHON Ghislain |

| 7 mai 2022 | Cercle 93 | 11 - 7               | Société de natation de Strasbourg |                                                |                                                |
| 19h00      |           | (2-2, 3-1, 4-2, 2-2) |                                   | Arbitrage : BLANCHARD Aurely et BOUCHEZ Pascal | Arbitrage : BLANCHARD Aurely et BOUCHEZ Pascal |

Matchs retour
| 12 mai 2022 | Cercle des nageurs de Marseille | 19 - 12              | Enfants de Neptune de Tourcoing |                                               |                                               |
| 20h00       |                                 | (3-3, 4-2, 8-5, 4-2) |                                 | Arbitrage : VANHEMS Christophe et DAVID Alban | Arbitrage : VANHEMS Christophe et DAVID Alban |

| 11 mai 2022 | Société de natation de Strasbourg | 9 - 8                | Cercle 93 |                                                  |                                                  |
|             |                                   | (3-3, 2-0, 2-2, 2-3) |           | Arbitrage : DERVIEUX Sebastien et BOURGES Julien | Arbitrage : DERVIEUX Sebastien et BOURGES Julien |

#### Finale pour la5eplace
Matchs aller
| 7 mai 2022 | Montpellier Water-Polo | 12 - 12              | Pays d'Aix Natation |  |  |
| 20h30      |                        | (2-3, 3-5, 4-4, 3-0) |                     |  |  |

Matchs retour
| 12 mai 2022 | Pays d'Aix Natation | 11 - 14              | Montpellier Water-Polo |  |  |
| 19h30       |                     | (3-2, 3-5, 3-4, 2-3) |                        |  |  |

#### Finale pour la3eplace
Matchs aller
| 16 mai 2022 | Enfants de Neptune de Tourcoing | 13 - 8               | Société de natation de Strasbourg |  |  |
| 20h45       |                                 | (3-2, 3-3, 5-2, 2-1) |                                   |  |  |

Matchs retour
| 21 mai 2022 | Société de natation de Strasbourg | 16 - 13              | Enfants de Neptune de Tourcoing |  |  |
| 20h45       |                                   | (3-1, 2-3, 7-5, 4-4) |                                 |  |  |

#### Finale pour la1replace
Matchs aller
| 18 mai 2022 | Cercle 93 | 13 - 17              | Cercle des nageurs de Marseille |  |  |
| 19h00       |           | (4-4, 3-4, 3-4, 3-5) |                                 |  |  |

Matchs retour
| 21 mai 2022 | Cercle des nageurs de Marseille | 13 - 7               | Cercle 93 |  |  |
| 18h00       |                                 | (3-1, 5-1, 4-0, 1-5) |           |  |  |

## Playdowns

### Playdowns de championnat
Les playdowns se déroulent en matchs aller retour.
En demi-finales, le septième affronte le dixième tandis que le huitième affronte le neuvième. Le match aller se joue chez l’équipe la moins bien classée lors de la saison régulière, le match retour chez l’équipe la mieux classée.
Les finales de classement se déroulent de la même manière : le match aller se joue chez l’équipe la moins bien classée lors de la saison régulière, le match retour chez l’équipe la mieux classée.
|  | Demi-finales de classement             | Demi-finales de classement             | Demi-finales de classement | Demi-finales de classement |                         |                         | Match pour la 7e place | Match pour la 7e place | Match pour la 7e place | Match pour la 7e place |
|  |                                        |                                        |                            |                            |                         |                         |                        |                        |                        |                        |
|  | 7 et 14 mai 2022                       | 7 et 14 mai 2022                       | 7 et 14 mai 2022           | 7 et 14 mai 2022           |                         |                         | 25 et 1 juin 2022      | 25 et 1 juin 2022      | 25 et 1 juin 2022      | 25 et 1 juin 2022      |
|  | Francs Nageurs Cheminots de Douai      | Francs Nageurs Cheminots de Douai      | 9                          | 8*                         |                         |                         | 25 et 1 juin 2022      | 25 et 1 juin 2022      | 25 et 1 juin 2022      | 25 et 1 juin 2022      |
|  | Francs Nageurs Cheminots de Douai      | Francs Nageurs Cheminots de Douai      | 9                          | 8*                         |                         |                         | 25 et 1 juin 2022      | 25 et 1 juin 2022      | 25 et 1 juin 2022      | 25 et 1 juin 2022      |
|  | Stade de Reims Natation                | Stade de Reims Natation                | 11*                        | 8                          |                         |                         | 25 et 1 juin 2022      | 25 et 1 juin 2022      | 25 et 1 juin 2022      | 25 et 1 juin 2022      |
|  | Stade de Reims Natation                | Stade de Reims Natation                | 11*                        | 8                          | Stade de Reims Natation | Stade de Reims Natation | 10*                    | 8                      |                        |                        |
|  | 7 et 14 mai 2022                       |                                        |                            |                            | Stade de Reims Natation | Stade de Reims Natation | 10*                    | 8                      |                        |                        |
|  |                                        |                                        | Olympic Nice Natation      | Olympic Nice Natation      | 9                       | 15*                     |                        |                        |                        |                        |
|  | Olympic Nice Natation                  | Olympic Nice Natation                  | Olympic Nice Natation      | Olympic Nice Natation      | 9                       | 15*                     | 9                      | 15*                    |                        |                        |
|  | Olympic Nice Natation                  | Olympic Nice Natation                  |                            |                            |                         |                         |                        | 15*                    |                        |                        |
|  | Sète Natation Entente Dauphins-Dockers | Sète Natation Entente Dauphins-Dockers | 11*                        | 11                         |                         |                         |                        |                        |                        |                        |
|  | Sète Natation Entente Dauphins-Dockers | Sète Natation Entente Dauphins-Dockers | 11*                        | 11                         | Match pour la 9e place  |                         |                        |                        |                        |                        |
|  |                                        |                                        |                            |                            |                         |                         |                        |                        |                        |                        |
|  | 20 et 27 mai 2022                      |                                        |                            |                            |                         |                         |                        |                        |                        |                        |
|  | Francs Nageurs Cheminots de Douai      | Francs Nageurs Cheminots de Douai      | 10                         | 12*                        |                         |                         |                        |                        |                        |                        |
|  | Francs Nageurs Cheminots de Douai      | Francs Nageurs Cheminots de Douai      | 10                         | 12*                        |                         |                         |                        |                        |                        |                        |
|  | Sète Natation Entente Dauphins-Dockers | Sète Natation Entente Dauphins-Dockers | 7*                         | 7                          |                         |                         |                        |                        |                        |                        |
|  | Sète Natation Entente Dauphins-Dockers | Sète Natation Entente Dauphins-Dockers | 7*                         | 7                          |                         |                         |                        |                        |                        |                        |

#### Demi-finales
Matchs aller
| 7 mai 2022 | Stade de Reims Natation | 11 - 9               | Francs Nageurs Cheminots de Douai |  |  |
| 20h00      |                         | (3-3, 1-0, 4-6, 3-0) |                                   |  |  |

| 7 mai 2022 | Sète Natation Entente Dauphins-Dockers | 11 - 9               | Olympic Nice Natation |  |  |
| 20h00      |                                        | (5-2, 3-3, 1-3, 2-1) |                       |  |  |

Matchs retour
| 14 mai 2022 | Francs Nageurs Cheminots de Douai | 8 - 8      | Stade de Reims Natation |  |  |
| 19h00       |                                   | (?-?, ?-?) |                         |  |  |

| 14 mai 2022 | Olympic Nice Natation | 15 - 11               | Sète Natation Entente Dauphins-Dockers |  |  |
| 19h00       |                       | (1-0, 2-4, 2-4, 10-3) |                                        |  |  |

#### Finale pour la7eplace
Matchs aller
| 25 mai 2022 | Stade de Reims Natation | 10 - 9               | Olympic Nice Natation |  |  |
| 21h00       |                         | (4-1, 3-1, 1-5, 2-2) |                       |  |  |

Matchs retour
| 1er juin 2022 | Olympic Nice Natation | 15 - 8               | Stade de Reims Natation |  |  |
| 19h30         |                       | (3-1, 4-3, 2-1, 6-3) |                         |  |  |

#### Finale pour la9eplace
Matchs aller
| 20 mai 2022 | Sète Natation Entente Dauphins-Dockers | 7 - 10               | Francs Nageurs Cheminots de Douai |  |  |
| 20h30       |                                        | (0-3, 1-2, 2-3, 4-2) |                                   |  |  |

Matchs retour
| 27 mai 2022 | Francs Nageurs Cheminots de Douai | 12 - 7               | Sète Natation Entente Dauphins-Dockers |  |  |
| 20h45       |                                   | (5-1, 2-3, 2-3, 3-0) |                                        |  |  |

### Barrage de relégation Elite/N1
| 11 juin 2022 | CN Aix-en-Savoie (1re de N1) | 9 - 13               | Sète Natation Entente Dauphins-Dockers (10e d'Elite) |  |
|              |                              | (2-1, 0-5, 5-2, 2-5) |                                                      |  |

| 18 juin 2022 | Sète Natation Entente Dauphins-Dockers (10e d'Elite) | 19 - 5               | CN Aix-en-Savoie (1re de N1) |  |
|              |                                                      | (5-1, 6-0, 2-0, 6-4) |                              |  |

## Classement final
| Rang | Équipe                                 | SR  | Remarque                                              |
| ---- | -------------------------------------- | --- | ----------------------------------------------------- |
| 1er  | Cercle des nageurs de Marseille        | 1re |                                                       |
| 2e   | Cercle 93                              | 3e  |                                                       |
| 3e   | Enfants de Neptune de Tourcoing        | 4e  |                                                       |
| 4e   | Société de natation de Strasbourg      | 2e  |                                                       |
| 5e   | Montpellier Water-Polo                 | 6e  |                                                       |
| 6e   | Pays d'Aix Natation                    | 5e  |                                                       |
| 7e   | Olympic Nice Natation                  | 8e  |                                                       |
| 8e   | Stade de Reims Natation                | 10e |                                                       |
| 9e   | Francs Nageurs Cheminots de Douai      | 7e  | Rétrogradé en N1 à la suite du dépôt de bilan du club |
| 10e  | Sète Natation Entente Dauphins-Dockers | 9e  |                                                       |

## Classements des buteurs
|    | Buteur              | Club                                   | Buts |
| -- | ------------------- | -------------------------------------- | ---- |
| 1  | Antonio Petković    | Cercle 93                              | 75   |
| 2  | Cédric ROCCHIETTA   | Enfants de Neptune de Tourcoing        | 67   |
| 3  | Aleksandar PESTERIC | Stade de Reims Natation                | 66   |
| 3  | Ugo Crousillat      | Cercle des nageurs de Marseille        | 62   |
| 5  | Adam FURMAN         | Sète Natation Entente Dauphins-Dockers | 56   |
| 6  | Drazen KUJACIC      | Enfants de Neptune de Tourcoing        | 52   |
| 7  | Thomas Vernoux      | Cercle des nageurs de Marseille        | 50   |
| 8  | Mehdi Marzouki      | Cercle 93                              | 48   |
| 8  | Marko IVANKOVIC     | Montpellier Water-Polo                 | 48   |
| 10 | Miroslav RANDIC     | Enfants de Neptune de Tourcoing        | 46   |